# Liste der Monuments historiques in Chamagne
Die Liste der Monuments historiques in Chamagne führt die Monuments historiques in der französischen Gemeinde Chamagne auf.

## Liste der Immobilien
| Bezeichnung                                      | Beschreibung                                   | Standort                   | Kennzeichnung | Schutzstatus | Datum | Bild |
| ------------------------------------------------ | ---------------------------------------------- | -------------------------- | ------------- | ------------ | ----- | ---- |
| Geburtshaus von Claude Gelée, genannt Le Lorrain | aus dem 16. oder 17. Jahrhundert; heute Museum | 32 rue Claude Gelée (Lage) | PA00107101    | Classé       | 1928  |      |

## Liste der Objekte
| Bezeichnung | Beschreibung                           | Standort                      | Kennzeichnung | Schutzstatus | Datum | Bild |
| ----------- | -------------------------------------- | ----------------------------- | ------------- | ------------ | ----- | ---- |
| Pietà       | Stein, farbig gefasst, 16. Jahrhundert | in der Kirche St-Denis (Lage) | PM88000102    | Classé       | 1982  |      |